# EBASEBALLパワフルプロ野球2022
『eBASEBALLパワフルプロ野球2022』（イーベースボール パワフルプロやきゅう2022）は、2022年4月21日にコナミデジタルエンタテインメントから発売されたゲームソフトであり、前作『EBASEBALLパワフルプロ野球2020』に引き続きコナミと日本野球機構（以下・NPB）の共催によるeスポーツの『eBASEBALL』を冠した作品でもある。
キャッチコピーは「何度だって、熱くなれる。」。

## 概要
本作は、シリーズ史上最大級のボリュームとなっており、｢サクセス｣｢パワフェス｣｢栄冠ナイン｣｢ペナント｣｢マイライフ｣など、パワプロシリーズお馴染みの定番モードがパワーアップして搭載される。さらに、今作品の新モードとしてほかのモードで作成したオリジナル選手で遊べる新たなオンライン対戦モード｢パワパーク｣が登場。また、今作ではシリーズ初となる女性の実況アナウンサー「轟（とどろき）ハルカ」が登場する。
2022年2月22日、MLBのシアトル・マリナーズで会長付特別補佐兼インストラクターを勤めるイチローと本作並びに、「プロ野球スピリッツシリーズ」（プロ野球スピリッツA･eBASEBALLプロ野球スピリッツ2021 グランドスラム）、「パワプロアプリ」、「パワプロクンポケットR」とのコラボレーション企画の一環でイチローが本作に登場することが発表された。
現実のプロ野球と異なる点
- 各フランチャイズ球場並びに球場内の広告は2021年シーズン中のものが再現されている。したがって、2021年オフ～2022年シーズン開幕前の球場の改修については、反映されていない。
  - 例として、東京ドームや阪神甲子園球場のリニューアルについては、2022年度版では反映されていない。
  - 福岡PayPayドームが、即席めん製造・販売のマルタイとファウルポールのネーミングライツ（命名権）契約を結んだ「マルタイ・棒ラーメンポール」についても反映されていない。
- 2023年から開業するエスコンフィールド北海道は本作では登場しない[4]。
- ビデオ映像によるリプレー検証を求める事が出来るリクエスト制度がない。
- 前作同様ブラジルなど、前作のナショナルチーム未登場国出身の選手[5]の国籍が｢その他｣になっている。
- マーク・ペイトン(埼玉西武ライオンズ) の国籍が「その他」になっている。(2023年7月20日のアップデートでアメリカ出身に修正)

## 前作からの変更点・追加点
選手
- 特殊能力が大幅に追加された。

追加された特殊能力。●印はパワプロアプリ（及びサクセススペシャル）から逆輸入されたもの。△印は赤青、×印は赤特殊能力、◎印は超特殊能力。
- 投手
  - フライボールピッチャー △[6]
  - ゴロピッチャー △[7]
  - 荒れ球 △ ●
  - 全開 △ ●
  - 対ランナー ○
  - 対ランナー ×
  - 立ち上がり ○
  - 投打躍動 ●
  - ナチュラルシュート[8]
  - 真っスラ[9]
  - 要所 ○ ●
  - 完全燃焼 ◎ ●
  - ディレイドアーム ◎ ●
  - クロスキャノン ◎ ●
  - トップギア ◎ ●
  - 超投打躍動 ◎ ●
- 野手
  - 決勝打 ●
  - 対ストレート ○ ●[10]
  - 窮地 ○ ●
  - マルチ弾
  - リベンジ ●
  - 渾身の決勝打 ◎
  - ヒートアップ ◎
  - 逆襲 ◎
- マイライフ専用特殊能力
  - サンデー ○
  - 交流戦 ○
  - 外国人 ○
  - ホーム ○
  - ビジター ○
  - デイゲーム ○
  - ナイトゲーム ○
  - ドーム ○
  - ミスター2ラン
  - ミスター3ラン

アレンジ・データあれこれ
- 今作より、オリジナル選手を作成する際に使われる顔エディット機能（通称・パワター）が大幅にリニューアル。前作までは、パワプロ君のように輪郭は丸いものしかなかったが、今作より輪郭が5種類から選べるようになり、肌や髪の色、顔のパーツなども増え、さらに個性的な選手を作成することが可能。[11]
- オリジナルチームの帽子やユニフォームの胸のロゴには、アルファベットに加えて今作より漢字も選択可能。ユニフォームのラインタイプや書体も増え、キャッチャー防具の色指定も追加された。
- ユニフォームやペットマーク、球団旗などに歴代サクセスチームのデザインを設定することも可能に。試合中の観客の服装なども指定することが可能。
  - 歴代サクセスチームのデザインは、パワフェスやサクセス等各種モードをクリアするとアンロックされ、使用することができる。
- 前作には使用可能だったナショナルチームが使用・アレンジチームでのベース指定ができなくなった（ペナント・マイライフ専用チームに戻る）。
- 前作と同様に、該当機種の1つ前のシリーズ作品および「サクセススペシャル」（PS4版のみ）で作成したオリジナル選手の他、Nintendo Switch版では『パワプロクンポケットR』（以下『パワポケR』）で作成したオリジナル選手も使用できるようになった。
  - 他作品から連れて行けれる選手はオンライン関連モードで使用できず、『パワプロ2020』のマイライフ、または『パワポケR』の俺のペナントでプレイした選手が本作のマイライフで使用できない制限もある。また、前作に登場した『ダイヤのA』『MAJOR』『にじさんじ』コラボレーションに関連したフォームと顔データなど引き継げないものがある[12]。
  - 応援曲のデータは今まで通り、該当機種のパワプロ・プロスピシリーズのデータを取り込むことができる。

応援曲
- 応援歌の作成でパート分け、テンポの細かい指定や途中での変更ができるようになった。[11]

その他
- 実況アナウンサーは前作の3名（うち1名ゲームオリジナルアナウンサー）に加え、新たなオリジナルアナウンサーとして、パワプロシリーズでは初となる女性の実況アナ「轟ハルカ」（声：大井麻利衣）が登場。
  - 轟ハルカの実況は特殊であり、パワフェスモードおよびパワパークのパワフル・ロワイヤル限定での登場となり、他の3名と異なり対戦モードの実況で使用出来ない。また選手名の読み上げはパワフェス内で登場したサクセスキャラ・ランダムで登場した一部の架空選手に限られている。パワフェス内のみ架空選手の読み上げは熱盛宗厚とは同様だが、OB選手と実在選手の選手名の読み上げる事が出来ない。

## ゲームモード
前作から追加、変更された内容を中心に記載する。

### サクセス
- 今作は2018以来の高校野球編。
- 今作より野球人生の終わり（ゲームオーバー）が廃止され、必ず作成できるようになっている。
- 歴代サクセスキャラが登場する「パワフル高校・ライバルズ」、青春謳歌しながらプロ入りを目指す「熱血きらめき!アオハル高校」、栄冠ナインと同様にサクセスとしては異例の永久にプレイ可能なシナリオであり、キャプテンになった選手が主人公の「千将高校 君がキャプテンだ!」の3つのシナリオを収録。
  - 2014以来、3つのシナリオは出現条件無しで最初からプレイ可能。ただし、「パワフル高校・ライバルズ」の初期以外の残り2つのエピソードは今まで通り、順番に1度クリアする必要がある。
- 校歌が、高校別に3曲ずつ設定されている。
- 前作同様、サクサクセスも収録されている。

### ペナント
- 本作よりプレイ年数制限が撤廃され、無制限となった。
  - ただし、歴代順位やタイトル記録、ドラフト一覧は過去30年分までしか閲覧することが出来ず、古い年度から順に削除する。
  - また、監督やコーチが70歳、選手が99歳または現役満30年になるとその年の契約更改では勇退となり、強制的に引退になる。投手1人もしくは野手8人以下の場合は緊急募集で架空選手が入団する。
- 年俸査定やMVP・新人王などのタイトルの受賞基準を自由に変更できる「評価設定」や記録による特殊能力の変化条件が一目でわかる「特殊能力変化データ」、選手が引退後にスカウトになれる「スカウト転身」などの新機能を追加。
- 殿堂入りした選手のロックを追加。
- 実在選手やOB選手が若返った選手が登場する「転生選手」を搭載。
- シーズン途中での本拠地移転並びにユニフォームやペットマーク、球団旗等の変更に対応。
  - ただし、一度ペットマークとユニフォームを変更すると、2021年までのチーム記録や過去の記録が削除される為、注意が必要。

### マイライフ
- 「スマホ」により、自分の基本的な情報や、レギュラー争い、背番号要望などが見られるようになった。
- オープン戦など、前作までスキップできなかったシーンをスキップできるようになった。
- 投手や野手との対戦記録を見られるようになった。
- チームメイトとの「連係練習」が追加。基礎能力や特殊能力をアップできるようになった。
- 特殊能力ファイルが最初から全て揃った状態になり、クリア条件に「クリスタル」が追加された。
- 特殊能力ファイルを全て埋めると、その特殊能力をゲットできるアイテムを手に入れられるようになった。
- 彼女候補のキャラクターが一新された。

### 栄冠ナイン
- 今作より、明治神宮野球大会をモチーフにした「秋の全国大会」を搭載。
- 選手の「覚醒」イベントを追加。夏の大会前や新チーム発足後などの節目で選手能力がランダムで大幅アップする。
- 前作までは省略されていた、組み合わせ抽選会の様子を見ることができるようになり、ライバル校の評判（チーム力）も事前にチェックすることができる。
- これまでは、マネージャーの加入は「現マネージャーが3年生になった年度の入学時のみ1人加入」だったが、今作では「毎年入学時に1人加入」に変更。
  - 前作までの進行役のメインマネージャーは最高学年のマネージャーが担当していたが、今作では、進行役を務めるメインのマネージャーをプレイヤーが選択できるように変更。
  - なお、一部有利なイベントが発生しなかった「男性マネージャー」は、同時に1人までしか登場しない仕様により、男性マネージャー登場によるデメリットが軽減される。
- 一部都道府県でプレイすると、夏の大会の準決勝と決勝で実際に使用される実在球場が登場する。実在球場が登場するのは、以下の通り。
  - 宮城県：楽天生命パーク宮城
  - 千葉県：ZOZOマリンスタジアム
  - 東京都：明治神宮野球場
  - 神奈川県：横浜スタジアム
  - 兵庫県：ほっともっとフィールド神戸
  - 岡山県：倉敷マスカットスタジアム
  - 愛媛県：松山坊っちゃんスタジアム

### パワフェス
- ルーキーのお守り、達人のお守りが削除。打撃システムが難易度ごとに設定出来るようになった。
- 第二回から導入されていたルールなどを決めるルーレットが廃止。パワフェス第一回以来となる「後攻・DH無し」固定になった。
- 本作は2大会同時開催であり、宇宙をテーマにした会場も搭載。
- 今回は歴代シリーズのサクセスからは「エジプト大学」や「津々家バルカンズ」をはじめ、『パワポケ』の「ドリルモグラーズ」といったチームが新しく参戦。
- パワプロクンポケットシリーズに登場した選手を含め、過去最多となる70以上のチーム、300人以上の選手が登場する。また、試合をサポートしてくれるマネージャーも歴代シリーズから最多の30名が登場。
- 実況アナウンサー「熱盛宗厚」やアシスタント役の「響乃こころ」に加え、パワプロシリーズでは初となる女性の実況アナ「轟ハルカ」が登場。
- 補強選手は前作まではチームの代表が必ず仲間になる仕様だったが、2回目以降からは強制的に加わることが無くなり、補強選手を選択するようになった。
- 「スカウト機能」を新たに搭載。試合に勝利すると相手チームから仲間を獲得できるルールに加え、試合が白熱すれば視聴率が上がり、さらに仲間をスカウトさせてもらえる。チームに所属していないキャラと出会える“スカウトイベント”も発生。

### LIVEシナリオ
- レベル選択が廃止され、代わりにオプションで難易度を細かく設定できるようになった。それによって獲得できるポイントが増減するシステムになっている。
- 特定の条件を満たしてクリアすると発生する「完全クリア」制が『12』以来に復活。代わりにクリアランク制が廃止され「完全クリア」と「通常クリア」の2つのみとなった。
  - 例えば、2022年4月10日の千葉ロッテマリーンズのシナリオ（佐々木朗希の完全試合・8回表から）では、9回表までパーフェクト投球でクリア、三振を4つ（実際の試合における8回表から9回表までの奪三振数）以上奪う状態でクリアすると完全クリアとなる。

### パワパーク
- 今作より採用された新モード。野球と様々なものをミックスさせたアトラクションを集めた「パワパーク」というテーマパークを舞台にサクセス、パワフェス、栄冠ナインなどで作成したオリジナル選手を使ってオンラインで手軽に対戦できるのが特徴。
- 連れて行けれる選手は今作の各モード[13]で育成されたオリジナル選手であり、前作やパワプロクンポケットR等別作品で作った選手は連れて行く事が出来ない。
- 各アトラクションには「ミッション」が定められており、クリアすると「勲章」を獲得することができる。
- アトラクションは今後アップデートの度に増える事も告知されている。また、期間限定ミッションが定期的に開催されることも告知された。

## 収録選手について
初期データにおける収録選手は、概ね2022年1月6日時点の新規入団・退団情報に基づく支配下登録全選手（育成枠で契約している選手を除く）とされ、それ以降に起きた以下の選手のトレード移籍、入退団および育成からの支配下登録は初期データでは反映されていない。

### アップデートの実施状況
- 2022年5月19日のアップデートで、3月22日までに公示された支配下登録選手（初期データで収録済み選手を除く）12名およびOB選手1名が反映された。また一部の選手のデータが更新された。
- 2022年7月21日のアップデートで、5月31日までに公示された支配下登録選手（うち育成からの支配下登録選手8名）11名が反映された。
- 2022年9月29日のアップデートで、7月31日までに公示された支配下登録選手（うち育成からの支配下登録選手25名）32名と成立トレード3件、7月25日に公示された退団選手3名が反映された。
- 2022年11月24日のアップデートで、全選手の2022年シーズン終了時のデータが更新された。
- 2023年3月30日のアップデートで、2023年度版データを配信。1月31日時点の選手データが反映された。
- 2023年5月25日のアップデートで、3月31日までに公示された支配下登録選手（うち育成からの支配下登録選手5名）8名およびOB選手3名と成立トレード1件が反映された。
- 2023年7月20日のアップデートで、6月2日までに公示された支配下登録選手（うち育成からの支配下登録選手14名）16名と成立トレード1件が反映された。
- 2023年9月28日のアップデートで、7月31日までに公示された支配下登録選手（うち育成からの支配下登録選手11名）20名と成立トレード4件、7月25日に公示された退団選手4名が反映された。
- 2023年11月30日のアップデートで、全選手の2023年シーズン終了時のデータが更新された。

### トレードされた選手
| NPB公示日     | 移籍元球団                   | 選手名     | ⇒          | 移籍先球団                   | ゲームでの反映日 | 備考                 |
| 2022年度版    | 2022年度版                   | 2022年度版 | 2022年度版 | 2022年度版                   | 2022年度版       | 2022年度版           |
| ------------- | ---------------------------- | ---------- | ---------- | ---------------------------- | ---------------- | -------------------- |
| 2022年7月9日  | 中日ドラゴンズ               | 石岡諒太   | ⇒          | オリックス・バファローズ     | 2022年9月29日    | 交換トレード         |
| 2022年7月9日  | オリックス・バファローズ     | 後藤駿太   | ⇒          | 中日ドラゴンズ               | 2022年9月29日    | 交換トレード         |
| 2022年7月29日 | 東京ヤクルトスワローズ       | 坂本光士郎 | ⇒          | 千葉ロッテマリーンズ         | 2022年9月29日    | 交換トレード         |
| 2022年7月29日 | 千葉ロッテマリーンズ         | 山本大貴   | ⇒          | 東京ヤクルトスワローズ       | 2022年9月29日    | 交換トレード         |
| 2022年7月29日 | 横浜DeNAベイスターズ         | 伊藤裕季也 | ⇒          | 東北楽天ゴールデンイーグルス | 2022年9月29日    | 交換トレード         |
| 2022年7月29日 | 東北楽天ゴールデンイーグルス | 森原康平   | ⇒          | 横浜DeNAベイスターズ         | 2022年9月29日    | 交換トレード         |
| 2023年度版    |                              |            |            |                              |                  |                      |
| 2023年3月7日  | 千葉ロッテマリーンズ         | 福田光輝   | ⇒          | 北海道日本ハムファイターズ   | 2023年5月25日    | 交換トレード         |
| 2023年3月7日  | 北海道日本ハムファイターズ   | 西村天裕   | ⇒          | 千葉ロッテマリーンズ         | 2023年5月25日    | 交換トレード         |
| 2023年5月18日 | 読売ジャイアンツ             | 廣岡大志   | ⇒          | オリックス・バファローズ     | 2023年7月20日    | 交換トレード         |
| 2023年5月18日 | オリックス・バファローズ     | 鈴木康平   | ⇒          | 読売ジャイアンツ             | 2023年7月20日    | 交換トレード         |
| 2023年6月21日 | 北海道日本ハムファイターズ   | 宇佐見真吾 | ⇒          | 中日ドラゴンズ               | 2023年9月28日    | 交換トレード（2対2） |
| 2023年6月21日 | 北海道日本ハムファイターズ   | 齋藤綱記   | ⇒          | 中日ドラゴンズ               | 2023年9月28日    | 交換トレード（2対2） |
| 2023年6月21日 | 中日ドラゴンズ               | 郡司裕也   | ⇒          | 北海道日本ハムファイターズ   | 2023年9月28日    | 交換トレード（2対2） |
| 2023年6月21日 | 中日ドラゴンズ               | 山本拓実   | ⇒          | 北海道日本ハムファイターズ   | 2023年9月28日    | 交換トレード（2対2） |
| 2023年7月4日  | 読売ジャイアンツ             | 石川慎吾   | ⇒          | 千葉ロッテマリーンズ         | 2023年9月28日    | 交換トレード         |
| 2023年7月4日  | 千葉ロッテマリーンズ         | 小沼健太   | ⇒          | 読売ジャイアンツ             | 2023年9月28日    | 交換トレード         |
| 2023年7月20日 | 中日ドラゴンズ               | 髙松渡     | ⇒          | 埼玉西武ライオンズ           | 2023年9月28日    | 交換トレード         |
| 2023年7月20日 | 埼玉西武ライオンズ           | 川越誠司   | ⇒          | 中日ドラゴンズ               | 2023年9月28日    | 交換トレード         |
| 2023年7月28日 | 東京ヤクルトスワローズ       | 西浦直亨   | ⇒          | 横浜DeNAベイスターズ         | 2023年9月28日    | 交換トレード         |
| 2023年7月28日 | 横浜DeNAベイスターズ         | 阪口皓亮   | ⇒          | 東京ヤクルトスワローズ       | 2023年9月28日    | 交換トレード         |

### 収録漏れ選手
特記がない場合、以下の選手は育成からの支配下登録選手契約を締結した選手である。
| NPB公示日     | 球団                         | 選手名                       | ゲームでの反映日 | 備考                                                                       |
| 2022年度版    | 2022年度版                   | 2022年度版                   | 2022年度版       | 2022年度版                                                                 |
| ------------- | ---------------------------- | ---------------------------- | ---------------- | -------------------------------------------------------------------------- |
| 2022年1月28日 | 埼玉西武ライオンズ           | バーチ・スミス               | 2022年5月19日    | マイナーリーグ・ラスベガス・アビエイターズから移籍、2022年1月18日に発表    |
| 2022年1月28日 | 横浜DeNAベイスターズ         | マイケル・ピープルズ         | 2022年5月19日    | 2022年1月28日に再契約発表                                                  |
| 2022年2月28日 | 読売ジャイアンツ             | マット・シューメーカー       | 2022年5月19日    | マイナーリーグ・サクラメント・リバーキャッツから移籍                       |
| 2022年3月11日 | 読売ジャイアンツ             | 増田陸                       | 2022年5月19日    |                                                                            |
| 2022年3月11日 | 読売ジャイアンツ             | 堀田賢慎                     | 2022年5月19日    |                                                                            |
| 2022年3月11日 | 読売ジャイアンツ             | 鍬原拓也                     | 2022年5月19日    |                                                                            |
| 2022年3月19日 | 東北楽天ゴールデンイーグルス | 小峯新陸                     | 2022年5月19日    |                                                                            |
| 2022年3月20日 | 北海道日本ハムファイターズ   | 古川侑利                     | 2022年5月19日    |                                                                            |
| 2022年3月22日 | 千葉ロッテマリーンズ         | 佐藤奨真                     | 2022年5月19日    |                                                                            |
| 2022年3月22日 | 千葉ロッテマリーンズ         | 小沼健太                     | 2022年5月19日    |                                                                            |
| 2022年3月22日 | 福岡ソフトバンクホークス     | 藤井皓哉                     | 2022年5月19日    |                                                                            |
| 2022年3月22日 | 阪神タイガース               | 渡邉雄大                     | 2022年5月19日    |                                                                            |
| 2022年3月29日 | 読売ジャイアンツ             | 香月一也                     | 2022年7月21日    |                                                                            |
| 2022年4月7日  | 福岡ソフトバンクホークス     | 田上奏大                     | 2022年7月21日    |                                                                            |
| 2022年4月11日 | 読売ジャイアンツ             | 横川凱                       | 2022年7月21日    |                                                                            |
| 2022年4月25日 | オリックス・バファローズ     | 近藤大亮                     | 2022年7月21日    |                                                                            |
| 2022年4月29日 | 読売ジャイアンツ             | 菊地大稀                     | 2022年7月21日    |                                                                            |
| 2022年5月6日  | 阪神タイガース               | 才木浩人                     | 2022年7月21日    |                                                                            |
| 2022年5月9日  | 中日ドラゴンズ               | 上田洸太朗                   | 2022年7月21日    |                                                                            |
| 2022年5月12日 | オリックス・バファローズ     | ジョー・マッカーシー         | 2022年7月21日    | マイナーリーグ・ラウンドロック・エクスプレスから移籍                       |
| 2022年5月13日 | 埼玉西武ライオンズ           | 滝澤夏央                     | 2022年7月21日    |                                                                            |
| 2022年5月23日 | 東京ヤクルトスワローズ       | パトリック・キブルハン       | 2022年7月21日    | マイナーリーグ・シャーロット・ナイツから移籍                               |
| 2022年5月31日 | 中日ドラゴンズ               | ジョアン・タバーレス         | 2022年7月21日    | 日本海オセアンリーグ・富山GRNサンダーバーズから移籍                        |
| 2022年6月10日 | 千葉ロッテマリーンズ         | ロベルト・オスナ             | 2022年9月29日    | リーガ・メヒカーナ・デ・ベイスボル・メキシコシティ・レッドデビルズから移籍 |
| 2022年6月18日 | 広島東洋カープ               | 持丸泰輝                     | 2022年9月29日    |                                                                            |
| 2022年6月21日 | 阪神タイガース               | 島本浩也                     | 2022年9月29日    |                                                                            |
| 2022年6月23日 | 横浜DeNAベイスターズ         | 石川達也                     | 2022年9月29日    |                                                                            |
| 2022年6月26日 | 東京ヤクルトスワローズ       | 小澤怜史                     | 2022年9月29日    |                                                                            |
| 2022年6月30日 | 広島東洋カープ               | 秋山翔吾                     | 2022年9月29日    | マイナーリーグ・エルパソ・チワワズから移籍。反映前にOB選手として収録。     |
| 2022年7月1日  | 北海道日本ハムファイターズ   | 田中瑛斗                     | 2022年9月29日    |                                                                            |
| 2022年7月2日  | 福岡ソフトバンクホークス     | 中村亮太                     | 2022年9月29日    |                                                                            |
| 2022年7月2日  | 埼玉西武ライオンズ           | 長谷川信哉                   | 2022年9月29日    |                                                                            |
| 2022年7月5日  | オリックス・バファローズ     | 中村勝                       | 2022年9月29日    |                                                                            |
| 2022年7月11日 | 阪神タイガース               | アデルリン・ロドリゲス       | 2022年9月29日    | マイナーリーグ・エルパソ・チワワズから移籍                                 |
| 2022年7月11日 | 読売ジャイアンツ             | 井上温大                     | 2022年9月29日    |                                                                            |
| 2022年7月13日 | 埼玉西武ライオンズ           | 中熊大智                     | 2022年9月29日    |                                                                            |
| 2022年7月15日 | 読売ジャイアンツ             | イアン・クロール             | 2022年9月29日    | マイナーリーグ・エルパソ・チワワズから移籍                                 |
| 2022年7月16日 | 北海道日本ハムファイターズ   | コナー・メネズ               | 2022年9月29日    | マイナーリーグ・アイオワ・カブスから移籍                                   |
| 2022年7月17日 | 中日ドラゴンズ               | ルーク・ワカマツ             | 2022年9月29日    |                                                                            |
| 2022年7月19日 | 福岡ソフトバンクホークス     | 秋吉亮                       | 2022年9月29日    | 日本海オセアンリーグ・福井ネクサスエレファンツから移籍                     |
| 2022年7月26日 | 阪神タイガース               | 岩田将貴                     | 2022年9月29日    |                                                                            |
| 2022年7月27日 | 中日ドラゴンズ               | ギジェルモ・ガルシア         | 2022年9月29日    |                                                                            |
| 2022年7月27日 | 中日ドラゴンズ               | ペドロ・レビーラ             | 2022年9月29日    |                                                                            |
| 2022年7月28日 | 横浜DeNAベイスターズ         | ロバート・ガゼルマン         | 2022年9月29日    | マイナーリーグ・アイオワ・カブスから移籍                                   |
| 2022年7月28日 | 読売ジャイアンツ             | 勝俣翔貴                     | 2022年9月29日    |                                                                            |
| 2022年7月28日 | オリックス・バファローズ     | 宇田川優希                   | 2022年9月29日    |                                                                            |
| 2022年7月28日 | オリックス・バファローズ     | 東晃平                       | 2022年9月29日    |                                                                            |
| 2022年7月28日 | 福岡ソフトバンクホークス     | 黒瀬健太                     | 2022年9月29日    |                                                                            |
| 2022年7月28日 | 埼玉西武ライオンズ           | 赤上優人                     | 2022年9月29日    |                                                                            |
| 2022年7月29日 | 東京ヤクルトスワローズ       | 赤羽由紘                     | 2022年9月29日    |                                                                            |
| 2022年7月30日 | 横浜DeNAベイスターズ         | 平良拳太郎                   | 2022年9月29日    |                                                                            |
| 2022年7月30日 | 横浜DeNAベイスターズ         | 宮城滝太                     | 2022年9月29日    |                                                                            |
| 2022年7月30日 | 千葉ロッテマリーンズ         | 松永昂大                     | 2022年9月29日    |                                                                            |
| 2022年7月30日 | 千葉ロッテマリーンズ         | 山本大斗                     | 2022年9月29日    |                                                                            |
| 2022年7月30日 | 東北楽天ゴールデンイーグルス | 宮森智志                     | 2022年9月29日    |                                                                            |
| 2023年度版    |                              |                              |                  |                                                                            |
| 2023年2月20日 | オリックス・バファローズ     | マーウィン・ゴンザレス       | 2023年5月25日    | メジャーリーグ・ニューヨーク・ヤンキースから移籍                           |
| 2023年2月20日 | オリックス・バファローズ     | ジェイコブ・ニックス         | 2023年5月25日    | マイナーリーグ・サンアントニオ・ミッションズから移籍                       |
| 2023年3月9日  | 読売ジャイアンツ             | 横川凱                       | 2023年5月25日    |                                                                            |
| 2023年3月9日  | 読売ジャイアンツ             | 堀岡隼人                     | 2023年5月25日    |                                                                            |
| 2023年3月23日 | 横浜DeNAベイスターズ         | トレバー・バウアー           | 2023年5月25日    | メジャーリーグ・ロサンゼルス・ドジャースから移籍                           |
| 2023年3月24日 | オリックス・バファローズ     | 茶野篤政                     | 2023年5月25日    |                                                                            |
| 2023年3月24日 | 読売ジャイアンツ             | 梶谷隆幸                     | 2023年5月25日    |                                                                            |
| 2023年3月30日 | 読売ジャイアンツ             | 田中豊樹                     | 2023年5月25日    |                                                                            |
| 2023年4月7日  | オリックス・バファローズ     | 小野泰己                     | 2023年7月20日    |                                                                            |
| 2023年4月7日  | オリックス・バファローズ     | 大里昂生                     | 2023年7月20日    |                                                                            |
| 2023年4月10日 | 横浜DeNAベイスターズ         | 櫻井周斗                     | 2023年7月20日    |                                                                            |
| 2023年4月10日 | 横浜DeNAベイスターズ         | 松本隆之介                   | 2023年7月20日    |                                                                            |
| 2023年4月10日 | 読売ジャイアンツ             | 髙橋優貴                     | 2023年7月20日    |                                                                            |
| 2023年4月14日 | 埼玉西武ライオンズ           | 古市尊                       | 2023年7月20日    |                                                                            |
| 2023年4月28日 | 横浜DeNAベイスターズ         | 西巻賢二                     | 2023年7月20日    |                                                                            |
| 2023年4月29日 | 東京ヤクルトスワローズ       | 丸山翔大                     | 2023年7月20日    |                                                                            |
| 2023年5月4日  | 読売ジャイアンツ             | 三上朋也                     | 2023年7月20日    |                                                                            |
| 2023年5月8日  | 北海道日本ハムファイターズ   | アレン・ハンソン             | 2023年7月20日    | ルートインBCリーグ・茨城アストロプラネッツから移籍                         |
| 2023年5月14日 | 読売ジャイアンツ             | 平内龍太                     | 2023年7月20日    |                                                                            |
| 2023年5月15日 | 読売ジャイアンツ             | 中川皓太                     | 2023年7月20日    |                                                                            |
| 2023年5月15日 | 読売ジャイアンツ             | 松井颯                       | 2023年7月20日    |                                                                            |
| 2023年5月17日 | 広島東洋カープ               | 中村貴浩                     | 2023年7月20日    |                                                                            |
| 2023年5月19日 | オリックス・バファローズ     | レアンドロ・セデーニョ       | 2023年7月20日    |                                                                            |
| 2023年6月2日  | 中日ドラゴンズ               | ウンベルト・メヒア           | 2023年7月20日    | マイナーリーグ・シラキュース・メッツから移籍                               |
| 2023年6月5日  | 中日ドラゴンズ               | 松山晋也                     | 2023年9月28日    |                                                                            |
| 2023年6月23日 | 北海道日本ハムファイターズ   | ジェームス・マーベル         | 2023年9月28日    | マイナーリーグ・ラウンドロック・エクスプレスから移籍                       |
| 2023年6月26日 | 福岡ソフトバンクホークス     | アルフレド・デスパイネ       | 2023年9月28日    | 2023年6月25日に再契約発表                                                  |
| 2023年7月3日  | 読売ジャイアンツ             | アルベルト・バルドナード     | 2023年9月28日    | マイナーリーグ・ロチェスター・レッドウイングスから移籍                     |
| 2023年7月13日 | 東京ヤクルトスワローズ       | エルビン・ロドリゲス         | 2023年9月28日    | メジャーリーグ・タンパベイ・レイズから移籍                                 |
| 2023年7月14日 | 東京ヤクルトスワローズ       | 山野太一                     | 2023年9月28日    |                                                                            |
| 2023年7月18日 | 福岡ソフトバンクホークス     | 木村光                       | 2023年9月28日    |                                                                            |
| 2023年7月21日 | 埼玉西武ライオンズ           | 豆田泰志                     | 2023年9月28日    |                                                                            |
| 2023年7月21日 | 阪神タイガース               | コルテン・ブルワー           | 2023年9月28日    | マイナーリーグ・スクラントン・ウィルクスバリ・レイルライダースから移籍     |
| 2023年7月25日 | 横浜DeNAベイスターズ         | 上甲凌大                     | 2023年9月28日    |                                                                            |
| 2023年7月26日 | 中日ドラゴンズ               | 樋口正修                     | 2023年9月28日    |                                                                            |
| 2023年7月26日 | 中日ドラゴンズ               | マイケル・フェリス           | 2023年9月28日    | マイナーリーグ・スクラントン・ウィルクスバリ・レイルライダースから移籍     |
| 2023年7月26日 | オリックス・バファローズ     | 平野大和                     | 2023年9月28日    |                                                                            |
| 2023年7月26日 | 東北楽天ゴールデンイーグルス | 辰見鴻之介                   | 2023年9月28日    |                                                                            |
| 2023年7月27日 | 埼玉西武ライオンズ           | ブルックス・クリスキー       | 2023年9月28日    | メジャーリーグ・カンザスシティ・ロイヤルズから移籍                         |
| 2023年7月27日 | 千葉ロッテマリーンズ         | 澤田圭佑                     | 2023年9月28日    |                                                                            |
| 2023年7月28日 | 読売ジャイアンツ             | 高木京介                     | 2023年9月28日    |                                                                            |
| 2023年7月30日 | 千葉ロッテマリーンズ         | マイク・ブロッソー           | 2023年9月28日    | マイナーリーグ・ナッシュビル・サウンズから移籍                             |
| 2023年7月31日 | 北海道日本ハムファイターズ   | 王柏融                       | 2023年9月28日    |                                                                            |
| 2023年7月31日 | 福岡ソフトバンクホークス     | ダーウィンゾン・ヘルナンデス | 2023年9月28日    | マイナーリーグ・ノーフォーク・タイズから移籍                               |

#### その他
| NPB公示日     | 球団             | 選手名                 | ゲームでの反映日 | 備考                           |
| 2022年度版    | 2022年度版       | 2022年度版             | 2022年度版       | 2022年度版                     |
| ------------- | ---------------- | ---------------------- | ---------------- | ------------------------------ |
| 2022年3月8日  | 中日ドラゴンズ   | 根尾昂                 | 2022年5月19日    | 内野手から外野手へ登録変更     |
| 2022年6月21日 | 中日ドラゴンズ   | 根尾昂                 | 2022年7月21日    | 外野手登録のまま投手能力が追加 |
| 2022年6月21日 | 中日ドラゴンズ   | 根尾昂                 | 2022年9月29日    | 外野手から投手へ登録変更       |
| 2023年度版    |                  |                        |                  |                                |
| 2023年4月11日 | 読売ジャイアンツ | フォスター・グリフィン | 2023年7月20日    | 左投右打から左投左打へ登録変更 |

### 引退・退団選手
| NPB公示日     | 球団                       | 選手名                 | ゲームでの反映日 | 備考                    |
| 2022年度版    | 2022年度版                 | 2022年度版             | 2022年度版       | 2022年度版              |
| ------------- | -------------------------- | ---------------------- | ---------------- | ----------------------- |
| 2022年6月29日 | 阪神タイガース             | チェン・ウェイン       | 2022年9月29日    | ウェーバー公示→自由契約 |
| 2022年7月21日 | 福岡ソフトバンクホークス   | タイラー・チャトウッド | 2022年9月29日    | ウェーバー公示→自由契約 |
| 2022年7月25日 | 横浜DeNAベイスターズ       | マイケル・ピープルズ   | 2022年9月29日    | ウェーバー公示→自由契約 |
| 2023年度版    |                            |                        |                  |                         |
| 2023年6月30日 | 北海道日本ハムファイターズ | ジョン・ガント         | 2023年9月28日    | ウェーバー公示→自由契約 |
| 2023年6月30日 | 北海道日本ハムファイターズ | コナー・メネズ         | 2023年9月28日    | ウェーバー公示→自由契約 |
| 2023年7月13日 | 東京ヤクルトスワローズ     | キオーニ・ケラ         | 2023年9月28日    | ウェーバー公示→自由契約 |
| 2023年7月25日 | 阪神タイガース             | ブライアン・ケラー     | 2023年9月28日    | ウェーバー公示→自由契約 |
| 2023年8月28日 | 東京ヤクルトスワローズ     | レイネル・エスピナル   |                  | ウェーバー公示→自由契約 |

### OB選手について
2022年2月22日に、イチローが選手として登場することが明らかになった。3月1日、イチローのゲーム内における能力データを公開。イチローのために用意された新たな特殊能力として「渾身（こんしん）の決勝打」が搭載された。なお、イチローのパワターは特殊であり、サクセスキャラのパワター同様に編集出来ない。
また3月1日には、イチロー以外の初期データで収録されるOB選手が一斉に発表された。
2023年度のシーズンアップデートにてMLBに移籍した吉田正尚、千賀滉大、藤浪晋太郎の3選手は3月30日の時点では収録されておらず、音声のみ実装されていたが、5月25日のアップデートにて追加された。

#### 追加されたOB選手
| 選手名     | 反映日        | 備考                                                                                        |
| 2022年度版 | 2022年度版    | 2022年度版                                                                                  |
| ---------- | ------------- | ------------------------------------------------------------------------------------------- |
| 鈴木誠也   | 2022年5月19日 | MLB・シカゴ・カブス移籍                                                                     |
| 2023年度版 |               |                                                                                             |
| 千賀滉大   | 2023年5月25日 | MLB・ニューヨーク・メッツ移籍                                                               |
| 藤浪晋太郎 | 2023年5月25日 | MLB・オークランド・アスレチックス移籍→2023年7月19日トレードでボルチモア・オリオールズに移籍 |
| 吉田正尚   | 2023年5月25日 | MLB・ボストン・レッドソックス移籍                                                           |

#### 外れたOB選手
| 選手名     | 反映日        | 備考                                                                                               |
| 2022年度版 | 2022年度版    | 2022年度版                                                                                         |
| ---------- | ------------- | -------------------------------------------------------------------------------------------------- |
| 秋山翔吾   | 2022年9月29日 | NPB復帰(広島東洋カープ) ただし、2022年度版のパワフェスモードではOBチームの一員として引き続き登場。 |
| 2023年度版 |               | |
| 有原航平   | 2023年3月30日 | NPB復帰(福岡ソフトバンクホークス)                                                                  |
| 澤村拓一   | 2023年3月30日 | NPB復帰(千葉ロッテマリーンズ)                                                                      |

#### その他
| 選手名     | 反映日        | 備考                                                               |
| 2022年度版 | 2022年度版    | 2022年度版                                                         |
| ---------- | ------------- | ------------------------------------------------------------------ |
| 新庄剛志   | 2022年5月19日 | 「新庄剛志」から「BIGBOSS」へ登録名変更（2022年3月24日公示）を反映 |

## サクセスモード
パワプロ2018以来となる高校野球編が舞台となる。パワプロ2013など同様、今作は猪狩守や友沢亮等サクセスキャラクターが総出演する。
また、今作では矢部以外の旧作の選手キャラクターのボイスの他、WEBアニメ版から続投しているキャラのボイスも実装している。
前作までは全てのシナリオを遊ぶためには、各シナリオを順番に1度クリアする必要があったが、2014以来の最初から全てのシナリオを選択可能になった。ただし、「パワフル高校・ライバルズ」に限り、初期以外の2つのエピソードは従来通り順番に1度クリアする必要となっている。

### 今作におけるサクセスの変更点
- ポチ袋は前作は開始時点からだったが、今作は1月に変更になり、貰える額は30000円から20000円になった。
- 彼女のデートイベントはイベント発生時なった場合にて連絡可能になっている。
- 今作からラブパワーが解除してもやる気が下がらなくなった。
- 天才選手の入部届等天才選手が判明した時期が7月1週固定(千将高校は12月1週)となった。ダイジョーブ博士の出現は旧作同様にランダムで発生する。
- 彼女候補の獲得出来る金特は1つとなり、エピローグでは金特を貰うことが無い代わりに評価によって高い経験値を得ることが出来る。

### 登場人物
下記の登場人物は、全シナリオ共通で登場する。
主人公（パワプロくん）
サクセスモードの主人公。大好きな野球は人一倍の持ち主。プロ野球チームへの入団を目指す。
パワフル高校はライバル達を打倒を、アオハル高校は幼馴染と共に甲子園を目指す。　
千将高校はマイライフの程度に台詞が無い。
矢部 明雄（やべ あきお）
声 - 大谷育江
俊足の外野手で、主人公の親友。主人公と同じく千将高校を除く高校に通う。
パワフル高校では約束を誓った主人公と星井と共に甲子園を目指す。
アオハル学園は主人公の幼馴染みのひとりとして登場する。
千将高校は未登場であるが、代わりに矢部じいが登場する。
加藤 理香（かとう りか）
声 - 豊口めぐみ
大人な雰囲気の校医。部員がケガをすると優しく手当てしてくれる。
従来どおり怪我をすると、手当てする他、アオハル学園で久々にイベントとして登場する。
千将高校編で長年プレーしても登場し続けるが、同一人物なのかは不明。
影山 秀路（かげやま しゅうろ）
声 - 魚建
某球団の凄腕スカウト長。アマチュア球界の有望株に常に目を光らせている。また無名校にも足を運びチェックを怠らない。
千将高校編にも登場するが、加藤同様に同一人物かは不明。
ダイジョーブ博士
声 - 堀内賢雄
肉体改造を勧めてくる謎の博士。スポーツ医学発展のために、実験体を探しに日々街を徘徊している。
 : 千将高校編にも登場するが、加藤・影山同様に同一人物かは不明。
ゲドーくん
声 - 豊口めぐみ
ダイジョーブ博士の助手。麻酔薬入りの吹き矢を放ち、主人公の拉致に協力する。

### 彼女候補
今作における彼女候補となる人物。以下の4名はパワフル高校、アオハル学園のみの登場であり、マイライフでも引き継ぎ可能。千将高校編では登場せず、代わりに架空のマネージャーが彼女候補になるが、マイライフには引き継ぐことは不可能。パワフル高校は一人ずつ登場(必ずしも最低3人ほど登場する)、アオハル学園は一斉に登場する。
マイライフでは、春陽と三桜は主人公と同学年、りぼんは1学年下、タマモは不明となっている。
本若 春陽(もとわか はるひ)
声 - 遠野ひかる
主人公の幼馴染み。一度海外へ引っ越したが、帰国して、主人公に通う学校に転校する事になる。生徒会長で、しっかりものだが、意外と天然。歴史マニアで、時折殺し屋としての一面が出てしまう。
名前の由来はほんわかと「春陽の候」から。
マイライフではツアーコンダクターとして登場する。
秋月 三桜(あきづき みお)
声 - 今井麻美
大人っぽい雰囲気のマネージャー。厳しい練習メニューを組むが、好きな相手は九州弁でデレるという、いわゆるツンデレな性格。女優が夢。
マイライフでは女優として登場する。
絵空 りぼん(えそら -)
声 - 菅野真衣
主人公に想いを寄せる後輩マネージャー。ドジな性格だが、頑張り屋。2人の事をあれこれ妄想しては顔を赤らめている。大人の女性に憧れている。
名前の由来は絵空事とリボンから。
マイライフではファンとして登場している。
小井成 タマモ(おいなり タマモ)
声 - 指出毬亜
キツネ耳でコーンと鳴く不思議っ娘。 喋り方も見た目も子供っぽく、よくしょうもないボケをかましてくる。
名前の由来は稲荷と玉藻前から。
マイライフでは近所の神社の巫女として登場する。

### パワフル高校・ライバルズ
メインタイトルとしては『2011』以来のパワフル高校が舞台。また、ユニフォームも『パワプロアプリ』版のものから、『2011』時のものに戻った（リメイク作品を除く）。
本作は猪狩守や友沢亮、早川あおいなど歴代サクセスキャラクターが登場、歴代のサクセスで登場した「パワフル高校」のエピソードを3世代で分けた3つのストーリー（「永遠のライバル編」「悲劇のエース編」「あかつき黄金世代編」）が用意される。3つのストーリーによってパワフル高校の選手以外のキャラの年齢が異なる。
2年生の4月4週の定期イベント発生時に選択肢があり、この選択肢によってエピソードが決まる。「永遠のライバル編」は猪狩守を、「悲劇のエース編」は友沢を、「あかつき黄金世代」は四条を始めとしたあかつき大附属の面々をそれぞれ中心に物語が進む。
更に本作はサクセスキャラのオリジナル変化球を習得する選択コマンドが用意されている。
11月、3月は他校との合宿期間であり、ここでは全ての練習機材のレベルが9になり、ライバル選手とのタッグ練習をすることが出来る。

#### 旧作と異なる点
- 松倉、駒坂、鮫島は旧作ではパワフル高校に所属していたが、今作は赤とんぼ高校の選手として登場する。なお、赤トンボ高校は『悲劇のエース編』は登場しない。
- 選択によって主人公を含むパワフル高校の選手と猛田を除き登場する選手の年齢が変わる。
- 猪狩進の事故は旧作では外藤による策略だったが、今作は車に轢かれそうになった犬を助けた際に怪我を負い出場が出来なくなる。
- 猪狩守が改造ボールの事について知っている。
- 猪狩守が青葉と朱雀に社会人リーグのスカウトを打診している。
- 早川あおいが開始時点からマリンボールを獲得している。
- 主人公と友沢は中学校から知り合っている仲である。また、橘みずきとは幼馴染関係である。
- 友沢の指名された球団が旧作の猪狩カイザーズから、2011以降のサクサクセス同様に埼玉西武ライオンズになっている。
- 滝本、マキシマムは2012のサクセスの時点で猪狩達と同年代であったが、今作は四条達と同年代になる。山口も四條達と同年代になるため、大西との絡みが無い。

#### パワフル高校所属
今作は歴代サクセスのパワフル高校に所属した選手を選出している。松倉と駒坂は赤トンボ高校に所属している。
星井 スバル（ほしい すばる）
声 - 逢坂良太
初出は『パワプロアプリ』。パワフル高校所属のエース右腕で、主人公や矢部と同級生。オリジナル変化球であるスタードライブを持つ。ライバルズ編において唯一登場するアプリ版の選手である。
主人公とは幼少期に共に野球部で過ごしていたものの、途中で転校で離れ離れとなった。高校進学をきっかけに主人公と再会、甲子園を共に目指す。
東條 小次郎（とうじょう こじろう）
声 - 白井悠介
初出は『13』。パワフル高校所属のスラッガーで、主人公の後輩。ストイックな性格で自分や他人には厳しいが、眼鏡をかけたときは穏やかな性格になる二面性を持つ。その為、主人公や矢部に対してきつい発言をしてしまった事に自ら憤慨する一幕もある。
手塚 隆文（てづか たかふみ）
声 - 堀総士郎
初出は『9』。パワフル高校所属の投手。制球力が持ち味のお調子者。中学時代、球がちょうどいいところに止まることから「快速急行」のあだ名をつけられた。
今作では円谷が登場しない為、代わりに香本と一緒にいることが多い。
香本 富久男（こうもと ふくお）
声 - 時永ヨウ
初出は『5』。パワフル高校所属の捕手。のんびりした性格の食いしん坊キャッチャー。 ぼーっとしているため何を考えてるかよくわからないが、捕手能力は高くパワーも強い。
今作では松倉が赤トンボ高校の選手として登場するため、代わりに手塚と一緒にいることが多い。
生木 盛男（なまき もりお）
声 - 高橋信
初出は『2011』。パワフル高校所属の遊撃手。やや生意気な後輩。自称は「オレっち」。 数学が得意で常にノートPCを持ち歩いている。
山宮 剛造（やまみや ごうぞう）
声 - 比嘉良介
初出は『5』。パワフル高校の監督であり、影山スカウトの知り合い。いかつい見た目に違わぬ熱血漢で、厳しい練習で選手を引っ張る。加藤理香に片思いしている。
『5』で見られた合宿での理不尽な特訓を課す場面がカットされ、のちのシリーズ同様に他校との合同合宿提案に変更された。

#### 永遠のライバル編
最初から選択できるエピソードで、「河川敷に行く」を選択するとプレイ可能。猪狩兄弟やあおい、青葉とのライバル関係を中心に描かれるシナリオ。
猪狩 守（いかり まもる）
声 - 土岐隼一
あかつき大付属に所属する投手。投打共に超一流の天才的な才能を持つ。自信を天才と称して憚らない上に嫌味な性格だがその実、極度の負けず嫌いで努力家。猪狩コンツェルンの御曹司でもある。主人公とは互いに認め合うライバル的存在。
一連のオリジナルストレート「ライジング」シリーズは本作でも健在で、「カイザーライジング」を使用する。
エピローグでは読売ジャイアンツに指名されるが、主人公が巨人のドラフト1位になった場合はプロ入りを辞退し、あかつき大学に進学してから目指す。
「悲劇のエース編」では読売ジャイアンツのエースとして活躍していると報道されている。また「あかつき黄金時代編」でも主人公よりも年下のライバルとして登場する。
猪狩 進（いかり すすむ）
声 - 市川太一
あかつき大付属の捕手で、猪狩守の弟。兄とは正反対に温厚かつ礼儀正しい性格の持ち主だが、負けず嫌いな性格は兄とそっくり。
早川 あおい（はやかわ -）
声 - 青木瑠璃子
恋恋高校所属の女性投手で、オリジナル変化球「マリンボール」を持つサブマリン。一人称は「ボク」。
可愛い見た目とは裏腹に短気な性格で、怒ると怖い。常に体型を気にしており、料理の腕前は壊滅的。
女子が規定によって大会に出場が出来ず、マネージャーとして活動していたが、女子高生が大会に出場出来るようにチームメイトと共に署名を活動している。
大西=ハリソン=筋金（おおにし はりそん すじがね）
アンドロメダ学園に所属する投手。豊富なスタミナと多彩な変化球が武器の左腕。本作では人間性に乏しい性格である。
青葉 春人（あおば はると）
声 - 白石兼斗
ときめき青春高校の投手。不良高校生であり、喧嘩っ早いが、根は優しく、仲間思い。
オリジナル変化球「超真魔球」を持つが、ある事情からイップスに陥っている。またその出来事がきっかけで朱雀とはライバル関係に至っている。
朱雀 南赤（すざく なんせき）
四神黄龍高校に所属する左腕。自身を「神」と称し、一人称も「余」。その人間性で主人公と矢部から気味悪がられるが、150キロ中盤の速球に加えて高いスタミナも併せ持つなど、実力は本物。
青葉とは因縁のライバルに当たる。

#### 悲劇のエース編
「永遠のライバル編」をクリアすると開放される2つ目のエピソードで、「運動公園へ行く」を選択するとプレイ可能。友沢や橘、六道らとのライバル関係が中心に描かれる。 
友沢 亮（ともざわ りょう）
声 - 斉藤壮馬
帝王実業高校所属の選手。走攻守三拍子揃った内野手。クールな性格で、努力をすれば何でも出来る思考を持ち、天才と呼ばれることを嫌がる。家庭はとても貧困であり、アルバイトで家庭を支えている。当初は投手だが、肘を酷使した影響で野手に転向することになる。エピローグでは野手として埼玉西武ライオンズに指名される。
橘 みずき（たちばな -）
声 - 愛美
聖タチバナ学園所属の女性投手であり、本校の生徒会長を務める。六道聖とバッテリーを組んでいる。オリジナル変化球のクレッセントムーンを持つ。
六道 聖（ろくどう ひじり）
声 - 高橋李依
聖タチバナ学園所属の女性捕手。みずきと共にバッテリーを組む。ささやきの戦術を持つ。
神高 龍（かみたか りゅう）
アンドロメダ学園に所属する投手。キレ味抜群のスライダー、カーブを操る本格派ながら、野手としても全ての能力がハイレベルで揃った超高校級選手。
友沢とは因縁がある。
清本 和重（きよもと かずしげ）
西強高校の4番打者で、圧倒的な打撃能力を持つ右打ちのスラッガー。
夏の甲子園で一回戦のあかつき大付属か、もしくは準決勝のアンドロメダ学園に勝利すると主人公たちの前に立ちはだかる。
日比野 慎一郎(ひびの しんいちろう)
あかつき大付属のエース。制球が武器の本格派右腕。先輩の猪狩守を憧れている。
蛇島 桐人(へびしま きりと)
帝王実業の内野手で、友沢より一つ上の先輩。狡猾な性格で、気に入らないチームメイトを怪我に追い込む等厭わない。友沢の肘を壊せた張本人。
サクセスにおいて選手としては登場していない。

#### あかつき黄金世代編
「悲劇のエース編」をクリアすると開放される最後のエピソードで、「やっぱり勉強」を選択するとプレイ可能。パワプロ9やパワプロアプリで登場した「あかつき十傑」とのライバル関係を中心に描かれるシナリオ。
一ノ瀬 塔哉（いちのせ とうや）
声 - 酒井広大
あかつき大附属の投手。あかつき黄金世代の象徴といえる投打に優れた好選手。
卒業後はドラフト一位で東京ヤクルトスワローズに指名され入団するが、プロ入り後も時折主人公の様子を見に学校を訪れる。
二宮 瑞穂（にのみや みずほ）
声 - 馬場惇平
あかつき大附属の正捕手。猪狩守の1つ先輩。言動はやや荒っぽいが、努力する人間のことはちゃんと評価する。
四条 賢二（しじょう けんじ）
声 - 森嶋秀太
一ノ瀬の後を継ぎキャプテンとなった、あかつき大附属のセカンド。
動物を溺愛している。エピローグでは野球を続けながら本業は獣医を進む道を選ぶ。
阿畑 やすし（あばた -）
声 - 岩崎諒太
そよ風高校所属の関西弁エース。自身のオリジナル変化球の改良に余念がない。大好物はたこ焼き。
滝本 太郎（たきもと たろう）
青龍高校所属の高校生スラッガー。野球に対してとてもストイックな性格。
今作は久方が登場しないため、シナリオの絡みは無い。
山口 賢（やまぐち けん）
帝王実業高校所属の凄まじいフォークを武器とするピッチャー。肩を痛めており、主人公とは彼が矢部の見舞いで病院に訪れた際に出会っている。
なお、初期データでは左投げを設定されるというミスがあったが、2022/5/19のアップデートで正しい利き腕（右投げ）に修正。

#### 共通
猛田 慶次（たけだ けいじ）
声 - 木村隼人
帝王実業高校の外野手。熱血単純野球バカ。見た目通り工務店の息子で道具類の修理が得意。
パワフル高校に東條が在籍する関係で、他校の選手で唯一全てのシナリオに登場する。

### 熱血きらめき アオハル学園
主人公は小学校、中学校と過ごしてきた仲良しの幼馴染たちと一緒に甲子園へ出場することを夢見て、野球部の無かったアオハル学園に入学。同時に入学した幼馴染たちとともに野球部を一から立ち上げた。生徒の自主性を重んじる校風のアオハル学園で学校活動に勤しみ青春を満喫しながら、幼い頃に夢見た甲子園を目指すことになる。
このシナリオは主人公とチームメイトたちの「学園生活」が主なシナリオになっており、友達との学園生活、女子生徒との恋、幼い頃の夢の甲子園等青春ライフを楽しむ事が出来る。練習を含めた行動は「熱血」「きらめき」の2種類に分けられており、選択した行動によって「熱血ゲージ」「きらめきゲージ」が上昇、ゲージがMAXになると「フィーバー」状態となり2ターンの間、行動効果がアップする。2つのゲージを同時にフィーバー状態にすることも可能で、その場合は「アオハルフィーバー」となる。
美一式 高伊（びいしき たかい）
声 - 鵜澤正太郎
アオハル学園のエース。ポジションはピッチャー。練習をよくサボる割に投手としての実力は高い。主人公たちからはイニシャルを取って「BT」と呼ばれており、その名前でスクールアイドルとしても活動している。その人気は校外に及ぶほど。実は歌舞伎役者の息子。
名前の由来は「美意識高い」から。球速はそこまで速くないが四種の変化球と高いコントロールが持ち味。そのうちのカーブはあるイベントによって「KBKカーブ」に変化する。
エピローグでは指名漏れしたが、大学で野球を続けながらプロ入りを目指す事を主人公と誓った。コンプリート記念ではプロ入りしている。
サクサクセスでは北海道日本ハムファイターズに所属。
佐部利 保英（さぶり やすひで）
声 - 三浦勝之
アオハル学園の二塁手。部活動の傍ら生徒会副会長も務めるなど一見すると万能人のように見えるが、感覚が色々とズレている。究極の肉体を得るため「パワプロテイン」を開発中である。チーム内での呼び名は「やっちゃん」。
エピローグでは、幼い頃は病弱だった事を主人公に明かす。コンプリートでは大きなホールを貸し切る。卒業後はジムを経営している。
名前の由来は「サプリメント」と「ホエイ」から。能力はパワーは低いがミートが高く走力や守備も高め。
銀杏 力丸（いちょう りきまる）
声 - 岩崎諒太
アオハル学園の一塁手。野球と相撲が大好きな熱血漢。頻繁に相撲部から勧誘を受けるほど相撲が強いがメンタル面の駆け引きに滅法弱く、興奮すると頭に血が上りすぎて失神してしまうのが弱点。
エピローグではプロの相撲部屋にスカウトし、角界入りを果たす。甲子園に出場した事で野球に未練は無いと語っている。
名前の由来は「大銀杏」と「力士」から。能力はパワーが高く肩も強めだがそれ以外は低い。
八桐 優斗（はちきり ゆうと）
声 - 上西哲平
アオハルの捕手。毒舌家で常にハッキリとものを言うが、いつも笑顔なせいかあまり嫌な気分にならない。その毒舌を活かしラップにも挑戦している。蒼太には弱い。
エピローグではアオハル学園の幼馴染の中では唯一プロ入りを果たしている。
名前の由来は「はっきり言う」から。能力は打撃面は平凡だが守備面は高い。
サクサクセスでは中日ドラゴンズに所属。
江守 陽（えもり よう）
声 - 入江玲於奈
アオハル学園の遊撃手。真ん中でツートンカラーに分けた髪をしている。常にテンションが高く、イベント事が大好きで場の盛り上げが上手い。ライバー（動画配信者）としての一面も持ち、最近SNSで動画配信を始めたためか、練習がおろそかになっている。
名前の由来は「エモい」と「陽キャ」。能力は打撃面はアオハル学園の固有キャラで一番低いが守備面は高い。
エピローグでは大学に進学し、将来はアオハル学園の監督になる事を主人公に明かす。
六角 錬治（ろっかく れんじ）
声 - 菊池勇成
アオハル学園の三塁手。機械いじりが大好きな天才肌で部の練習機材が壊れると修理してくれるが、始まると止まらなくなる独り言と旋回癖を持つ変人でもある。また過去の出来事がきっかけで乗り物酔い持ち。
エピローグではレーサーを目指していたが、コンプリート記念ではライセンスが取れず、ラリーに転身しようとするも不調に陥り、最終的にインフェネット社に落ち着いた。
名前の由来は「六角レンチ」。能力は守備面が低めで送球も不安定だがミートが高い。
田団田 ダン（だだんだ ダン）
声 - 武内駿輔
アオハル学園の外野手。心優しきタフガイ。彼が登場すると「ダダン」と歌舞伎役者の見栄を切るような効果音が鳴る。彼女が欲しいのが切実な願いだが、極端に惚れっぽい性格で女子生徒と少し言葉を交わしただけで告白に行っては玉砕を繰り返している。美一式のライブの時はボディーガードも務める。
エピローグでは付き合った彼女を追って大学に進学し、キャンパスライフを送っている。コンプリート記念では海外リーグでプレイしている。
能力は肩が強くパワーと守備も高い。更にメンバーで唯一最初から「鉄人」の金特能や多くのプラス効果の特殊能力を持っているが矢部と同様にチャンスが弱く、赤特に併殺が付いている。
サクサクセスでは福岡ソフトバンクホークスに所属。
淡手 蒼太（あわて そうた）
声 - 伊瀬結陸
アオハル学園の外野手。寂しがり屋で臆病な性格。常に金魚のフンのように仲間にひっついて行動している。能力はパワーは低いが守備力と走力が高くミートも高め。名前の由来は「濡れ手で粟」から。
エピローグではプロ入りを目指す為に、大学で野球を継続する。コンプリート記念ではプロ入りを果たしている。
サクサクセスでは東京ヤクルトスワローズに所属。

#### その他
日輪 暁（ひのわ あきら）
声 - 岩中睦樹
太陽高校のエースでありキャプテン。主人公の幼馴染み仲間の一人で、中学時代までは他の皆と甲子園を目指していた。勝つためには幼馴染の思い出さえ平然と捨てようとするなどかなりストイックな性格。
青春を楽しもうとする主人公達と、幼馴染との思い出より全国大会優勝に執着する日輪という互いの思考の違いにより一度決別してしまうが、甲子園決勝で本気でぶつかり合ったことで勝敗問わず最終的に和解する。
豪速球に加えてシュート系のオリジナル変化球「プロミネンスボール」を持ち、高いパワーと「投打躍動」を持つ投打両面で優秀なピッチャー。
サクサクセスでは広島東洋カープに所属。
12月中（1月1週）までに彼女がいない場合、彼をライバルとしたシナリオ展開が進む。
十六夜 満（いざよい みつる）
声 - 真野拓実
月光学院のキャプテン。ポジションはショート。ビッグマウスで挑発的な言動にクールなルックスも相まって女性からの人気は非常に高いが、実は恋愛に関しては1人のことを思い続けている一途な性格。
その1人とは主人公の彼女となったマネージャーであり、その事で彼に対して嫉妬を顕して合同合宿中にしょっちゅう突っかかるなど執拗な一面も見せる。甲子園決勝では勝敗問わず告白しようとするも失敗に終わる。しかしそれでも諦めきれずに食い下がった結果、主人公を激怒させることとなる。
能力は平均的なパワーを除けば攻守ともにハイスペック。また金特「トリックスター」なの多くの特殊能力も持ち、機動力と守備力に関してはトップクラス。
12月中（1月1週）までに彼女がいた場合はこちらのシナリオ展開が進む。
2016から登場した十六夜瑠菜とは姉弟の関係で、瓜二つな容姿の姉には頭が上がらない様子。

### 千将高校 君がキャプテンだ!
キャプテンを指名したキャラが主人公となり甲子園優勝を目指す。夏の甲子園終了後に次期キャプテンを指名し、今度はその選手を主人公としてプレイするという特殊なシナリオ。キャプテンに指名された選手は必ずパワプロの顔に変わる。
『2009』までの「栄冠ナイン」同様、終わらないシナリオとなっている。その為、過去に登場したサクセスモードの高校は登場するもののサクセスキャラは一切登場しない。ただし、現行の栄冠ナインのように「転生選手・転生OB」が自チーム、相手チーム問わず登場する可能性がある。また、チームメイトのパワター設定はプロ野球選手・OB選手の顔設定にすることが可能。
開始時期は2年生の9月からで、ターン数はパワフル高校とアオハル高校に比べると少ないが、千将高校だけは秋の地区予選を勝ち抜くと春のセンバツに出場することができるほか、甲子園の春夏連覇も可能になっている。
栄冠ナイン同様に収録選手データの関係上、2023年のシーズンアップデートではプロ入り人数は引き継げれるが、シナリオ自体はリセットになる。
矢部じい
千将高校の野球部監督。本作における矢部に相当する扱いで、監督としてはパワプロシリーズ初である。
自身では「オールドヤンス」と名乗っているが、野球部員たちからは矢部じいと呼ばれている。キャプテンに指名された主人公に対しては自身の親友と似ていると評している。

## パワフェスモード
今作では、パワフェス開始以来初となる2種類の会場が用意されている。設定としては、新興の宇宙系開発企業「レイヴン・テクノロジーズ」が大会主催となり、従来の「パワフルテレビ(PTV)」に加え、マルチメディア企業「INFINET(インフィネット)」との3社共同運営にて大会が行われる。プレイヤーは、PTVかインフィネットのどちらかの大会を選んで出場することとなる。最初はPTV側の大会しか選択できないが、パワフェスモードを1度プレイするとインフィネット側の大会を選択することが可能になる。
また新要素として、「スカウト機能」が搭載された。パワフェスの基本ルールである試合に勝利すると相手チームから仲間を獲得できるルールに加え、初戦以降、試合の中継視聴率(インフィネット側では視聴者数)に応じて選手をスカウトすることが可能になった。図鑑に未登録の選手もスカウトすることが可能。またチームに属さない無所属のサクセス選手を自チームにスカウトできるイベントが発生する。なお、スカウト候補選手は試合をこなす度にランダムで増え、スカウトするには選手に応じた視聴率(視聴者数)が必要になる。
なお、パワフェスにおいて試合に勝利すると、相手チームのユニホームやペットマーク等のセットが、パワプロショップ内でアンロックされ、購入することができ、アレンジモードにおいてオリジナルチームに使用することができる。

### 登場人物（パワフェス）
主人公（パワプロ）
主人公。名前は自由に設定できる。パワフル高校の野球部員。
「パワフェスチャレンジャーズ」の一員としてパワフェスに参加する。
矢部 明雄（やべ あきお）
お馴染み主人公の相棒。パワフル高校の野球部員。主人公と共に個人エントリーする。
「パワフェスチャレンジャーズ」の一員としてパワフェスに参加する。今作でもある条件を満たすと一試合欠場した後にパワーアップして再合流する。
熱盛 宗厚（あつもり むねあつ）
声 - 金光宣明
PTVの名物男性アナウンサー。『2016』の第一回パワフェスから引き続き登場。
今回は、PTVトーナメントの実況に加えて大会プロデューサーも兼任。また、PTVトーナメントルートである条件を満たした場合（選手として）仲間にすることができる。
響乃 こころ（ひびきの こころ）
声 - 永野愛理
『チャンピオンシップ2017』で初登場したPTVの女性アナウンサー。
PTVトーナメントルートである条件を満たした場合（選手として）仲間にすることができる。
則出 郁三（のりで いくぞう）
パワフェスの発起人。『2018』の第二回パワフェスから引き続き登場。
今作ではPTVを退職し、インフィネットに移籍。PTV時代の実績を買われて、大会エグゼクティブプロデューサーに就任。またインフィネットトーナメントの大会プロデューサーも兼任している。
轟 ハルカ（とどろき はるか）
声 - 大井麻利衣
今作品より登場。シリーズ初となる女性実況アナウンサー。理論派の実況を得意としている。かつてはPTVのアナウンサーで則出同様に退職、インフィネットへ移籍していた。熱盛の後輩で彼を「宗さん」と呼び今でも慕っているほか、自身の後輩であるこころのことも可愛がっている。
インフィネットトーナメントの実況を担当。またインフィネットトーナメントルートである条件を満たした場合は（選手として）仲間にすることができる。
ハワード・レイヴン
声 - 平林剛
宇宙系開発企業「レイヴン・テクノロジーズ」のCEO。一代で大会社を築き上げた傑物。
クロン
「レイヴン・テクノロジーズ」が作成した小型AIロボット。ボール顔が特徴。本作における初期マネージャーであり、女性以外は初である。
アラン・レイヴン
今作における主人公のライバル。海外の高校生リーグで活躍している二刀流の若きスター選手。主人公同様に個人エントリーし、「アラン・レンジャーズ」のキャプテンとして決勝戦に立ちはだかる。ハワードの息子であるが、当初はそのことを隠していた。左投げ右打ち。
ラスボス戦では「パワフェスチャレンジャーズ」に必ず仲間入りする。投手としては白い光の尾を引きながらホップするオリジナルストレート「フォトンブレイザー」を投げ込む豪腕サウスポーで「勝利の星」の金特殊能力を持つ。パワーカーブやスクリューも一級品だがコントロールの低さとクイックの遅さが弱点。打者としては圧倒的な身体能力を持つパワーヒッターながら、ミート力がやや低い。
零武(れいぶ)
今大会のラスボスで「零武 UNIVERSE」のキャプテン。「アラン・レンジャーズ」との決勝戦に勝利すると、「パワフェスチャレンジャーズ」に挑戦を挑むべくパワフェスに乱入。
ラスボスとしては初となる「精密機械」と「安打製造機」の金特殊能力に加え、ブラックホールが渦を巻くエフェクトを持ち球速が極端に遅いスライダー系オリジナル変化球『ギャラクシー・ゼロ』を筆頭に多彩な変化球を操る。
また、パワプロシリーズでは事実上初のスイッチピッチャーであり、スタミナがある程度無くなってくると「零武・改」にパワーアップし、利き手が右投げから左投げに変わる。
正体はハワードであり、厳密に言うとロボットではなく野球能力を強化したパワードスーツである。

### マネージャー
初期マネージャーは、前作の栗原舞（『パワプロ9』）から、上記のクロンに変更された。なお今大会では、過去最多の30名が登場。
芹沢 茜（せりざわ あかね・パワプロ9）
関西育ちの勝気な女の子。たこ焼きには一家言あり、作るのも上手。占いが得意で、外れたことがないらしい。
そよ風高校のマネージャーだが、パワフェスにおいての阿畑(極亜久やんきーズ所属)との絡みは無い。
黒戸 もね（くろど -・パワプロアプリ）
『パワプロアプリ』の第1回公募で採用されたマネージャー。
試合に勝利するとランダムである場所に登場する隠しマネージャー。

### 無所属選手
以下の無所属選手は初期助っ人を除き、「スカウト」コマンドでのみ加入できる。
有村 佐治 （ありむら さじ）
『実況パワフルプロ野球2013』の駆杜高校に所属している野手。
アンヌ・安生・アズナブル（あんぬ・あんじょう・あずなぶる）
『パワプロクンポケット3』の火星オクトパスに所属している投手。
菊度 アイラ（きくど あいら）
『パワプロアプリ』の第3回公募で特別賞として採用された投手。
駒坂 瞬（こまさか しゅん）
『実況パワフルプロ野球5』初出の野手。サクセスでは赤とんぼ高校の選手として登場。
藤堂 まひる（とうどう - ）
『パワプロヒーローズ』のハッスル大学のキャプテンとして登場していた野手。
本場 あんこ（ほんば -）
『パワプロアプリ』の第3回公募で採用された野手。

### 隠し選手
ある条件を満たすとスカウトが可能な隠しキャラ。なお、前作までの隠し選手佐賀巌が隠し選手として続投。一部の隠し選手は初期助っ人として選択可能。
獅乃木 琢磨（しのぎ たくま）
前作に登場したメガロポリス学院大学のエース。シュート系のオリジナル変化球「獅子憤刃」を持ち、実力は折り紙つきだが、気が強く徹底的な個人主義者で、口も悪い。
初期バージョンでは仲間にするには難易度「達人」でプレイする必要があったが、アップデートによりどの難易度でも仲間に出来るようになった。
ジュリアス・テノーロ
前作のパワフェスモードにおけるキーキャラであり、ギリシャ出身のオペラ歌手。前回のパワフェス後は故郷で静養をしていたが、パワフェスでの一件で野球への情熱が芽生え、選手としてのトレーニングを積んでいたことが判明する。
隠しチームを含む全てのチームに勝利するとPTVトーナメントルートにて、仲間に出来るようになる。また、彼は人気オペラ歌手という事もあり、所属しているだけで試合の視聴率を少し底上げてくれる特殊能力がある。
鳴海 悠斗（なるみ ゆうと）
『パワプロヒーローズ』にて重要人物として登場した選手。魔球「ランブルフォール」を操る投手。 センス抜群で、幼い頃からエースで四番。中学時代には公式戦無敗の伝説を残した。
PTVトーナメントルートにて、代表決定戦前にチームランクが一定の値を超えていると、代表決定戦勝利後に仲間に出来るようになる。
天音 姫恋 (あまね かれん)
『パワプロアプリ』の第2回公募で採用された野手。カップルの観察が生きがいの女の子。イチャつく気配を感じるや否や走り出す。 カップル誕生は全力で応援する。
彼女を仲間にするには古代大学と対戦・勝利し、堀杉と雪野を「同時に」仲間にすることが条件となっている。
野球マン1・2・3・5号
初登場は『2012』（5号のみ『2013』）。とあるレギュラー女性選手たちが変装した姿。
1号を除き、該当女性選手と入れ替わる形で加入する。また、加入時は元の女性選手のレベル関係なく最大レベルである13で加入するため、実質的な強化イベントでもある。
4号もいるが、今作には登場していない。
野球マスク（やきゅうますく）
初登場は『パワプロクンポケット』（なお選手データが『2013』のもの）。猪狩進のもう一つの姿。
図鑑に野球マンを全員コンプリートした上で、アフロ猪狩が率いる裏・あかつき大付属に勝利後に猪狩進を仲間にせずに、スタジアムに行くと仲間になる。
皇 帝（すめら みかど）
初登場は『パワプロクンポケット4』。あるイベントでコナミコマンドを入力すると仲間になる。
戸井 鉄男（とい てつお）
初登場は『パワプロ3』。図鑑を（戸井以外の）キャラをコンプリートした上である条件を満たした場合のみスカウト可能。
レベルアップすると非常に高いステータスを得る事が出来る。

### 出場チーム
『2020』同様、コラボレーションチームとラスボスチーム以外を除いた前作の登場チームは全て続投。なお、一部パワプロアプリの登場チームの帽子マークはアプリ汎用の半円型から、サクセススペシャルおよび他シリーズ登場時の専用マークに変更。
本作のパワフェス初登場のキャラ・チームは太字表示。
特記がないチームは、前作パワフェスの設定のままとなっている。
| チーム名                       | 準拠作品           | キャプテン   | 他加入可能メンバー                                                  | 備考 |
| 共通での登場                   | 共通での登場       | 共通での登場 | 共通での登場                                                        | 共通での登場 |
| ------------------------------ | ------------------ | ------------ | ------------------------------------------------------------------- | --- |
| たんぽぽ製作所                 | '99                | 嶋田栄作     | 柴田軍平、反町三次、 嵐山美鈴（マネージャー）                       | |
| ドリル電器                     | '99                | 松倉宗光     | 香本富久雄                                                          | |
| 球八高校                       | 9                  | 手塚隆文     | 円谷一義、猿山武                                                    | 固有選手は矢部明雄以外の、パワプロ9の固有チームメイトである。 なお、メンバーが9人のみ（控え選手なし）となる。 |
| 大漁水産高校                   | 13                 | 松崎トミオ   |                                                                     | |
| どすこい酒造                   | 15                 | 田村         | 尾崎竜介                                                            | 尾崎は過去作でどすこい酒造の選手として登場していないがパワプロ9にて卒業後の就職先となっている。 |
| パワフォー大学                 | パワポタ4          | 片倉昌行     | 丸餅太、甲斐進撃、 三ツ沢環（マネージャー）                         | |
| 聖ジャスミン学園               | 2013               | 太刀川広巳   | 小鷹美麗、美籐千尋、大空美代子、川星ほむら                          | |
| 激闘第一高校                   | 2013               | 鶴屋勝       | 少豪月剛、大塔俊二                                                  | 合流ルール廃止により、オール海東学院の渋谷秀喜がこのチームに登場しない。 |
| ダン＆ジョン高校               | パワプロアプリ     | 須藤零人     | バット＝円島、兼倉洋平                                              | |
| アマゾネス                     | （ヒーローズ）     | 新島早紀     | 佐菜あゆみ、十六夜瑠菜                                              | |
| 花ざかり高校                   | ヒーローズ         | 桜沢樹       | 水無月要                                                            | |
| みわちゃん with DB             | (2016)             | 実和男       | 灰谷充、純決太郎                                                    | |
| パワフルテレビトーナメント限定 |                    |              |                                                                     | |
| 極亜久商業高校                 | (5、13)            | 外藤侠二     | 善斗薫                                                              | |
| バス停前高校                   | 13                 | 田中山太郎   |                                                                     | |
| ラグナロク分校                 | 2013               | 火野勇太郎   | 水野魔太郎、草野剣太郎、鋼毅、矢部門竜雄                            | |
| パワフル高校                   | パワプロアプリ     | 星井スバル   | 宇渡幹久、小田切巧                                                  | 従来と同じく主人公の本来の所属チーム。 合流ルール廃止により、他作品のパワフル高校の選手はこのチームに登場しない。 |
| SG高校                         | パワプロアプリ     | 桜ノ宮総司   | 伊貫大和、森河岳、 氷上聡里（マネージャー）                         | |
| メカニクス産業高校             | パワプロアプリ     | 千賀篤志     | 魁竜司、江暦輝、 NCM-753（マネージャー）                            | |
| 太平楽高校                     | パワプロアプリ     | 浦賀有也     | 天城隼、諸井清和、 鴨川しぐれ（マネージャー）                       | 前作では2回戦の対戦チーム候補であった。 |
| インフィネットトーナメント限定 |                    |              |                                                                     | |
| 恋恋高校                       | 9                  | 早川あおい   | 七瀬はるか（マネージャー）                                          | 合流ルール廃止により、河川敷ミラクルズの海野幸子がこのチームに登場しない。 |
| イレブン工科大学               | 11                 | 橘みずき     | 仲居三太、軽井沢大輝、石野まさ夫、波佐見駿一、紙山要                | 前夜祭で橘みずきが登場し、対戦相手に選択しなかった場合、代表決定戦に登場する事がある。 |
| 北雪高校                       | パワプロアプリ     | 美園千花     | 小嵐リョウ、八尺巫女子、 明星雪華（マネージャー）                   | |
| 鳴響高校                       | パワプロアプリ     | 志藤玲美     | 大越清亮、伊能麗示                                                  | |
| 大筒高校                       | パワプロアプリ     | 冴木創       |                                                                     | |
| ガールズチャレンジャーズ       | （パワプロアプリ） | 柳生鞘花     | 夢城優花、夢城和花、浪風芽衣香、泊方明日音、 片桐恋（マネージャー） | 前作では2回戦の対戦チーム候補であった。 |
| 大江戸カーニバルズ             | （ヒーローズ）     | 江戸川文楽   | ガルシア＝世良                                                      | 前作では2回戦の対戦チーム候補であった。 |
| ドリルモグラーズ               | (パワポケ2)        | 凡田大介     | 倉刈仁志、水木卓                                                    | 選手データはパワポケ2に準拠したものだが、倉刈のみパワポケ3の火星オクトパス所属時のステータスになっている。 2軍選手のみ参加という理由でその他の固有メンバー（古沢小一郎、畑山憲男、ドミオ=バンデラスなど）は登場しない。 |

| チーム名                             | 準拠作品             | キャプテン      | 他加入可能メンバー                                                         | 備考                                                                                            |
| 共通での登場                         | 共通での登場         | 共通での登場    | 共通での登場                                                               | 共通での登場                                                                                    |
| ------------------------------------ | -------------------- | --------------- | -------------------------------------------------------------------------- | ----------------------------------------------------------------------------------------------- |
| 仏契大学                             | 6                    | 大豪月          | 非道、 黒沢愛（マネージャー）                                              |                                                                                                 |
| 極亜久やんきーズ                     | 10                   | 番堂長児        | 半田小鉄、阿畑やすし、鷹野有紀                                             |                                                                                                 |
| 河川敷ミラクルズ                     | 12                   | 海野幸子        | 輝星也、水狐光世                                                           | 前作では1回戦の対戦チーム候補であった。                                                         |
| 津々家バルカンズ                     | 14                   | 勇村武士        | 上野良人、フル＝ハート                                                     | 14にて同チームに所属している芦谷翔は登場しない。                                                |
| 白薔薇かしまし学園大学               | パワポタ4            | 涼風希望        | 矢部田亜希子、夏野向日葵、黒珠真、星空星光                                 |                                                                                                 |
| ときめき青春高校                     | 2011                 | 青葉春人        | 小山雅、西郷十三、茶来元気、鬼力剛、神宮寺光、稲田吾作、三森右京、三森左京 |                                                                                                 |
| 六面大学                             | 2014                 | 蝶野半四郎      | 六鹿陸、辰猪一八                                                           |                                                                                                 |
| ブレインマッスル高校                 | パワプロアプリ       | 一条一輝        | 尾根瑛人、納見新造                                                         |                                                                                                 |
| 戦国高校                             | パワプロアプリ       | ゼンザイ        | 浮見葉勘、郡司知将、千代姫                                                 |                                                                                                 |
| エジプト大学                         | 2020                 | ホールスアン4世 | ニャプテト、ヌウビス、セティーヌ、 ラミィ（マネージャー）                  |                                                                                                 |
| パワフルテレビトーナメント限定       |                      |                 |                                                                            |                                                                                                 |
| するめ大学                           | 6                    | 田中まさる      | 鮫島粂太郎、乙女、九州、猿、ザンス、村雨、球三郎、天王寺                   | 今作では固有メンバー9人のみの登場となり、前作まで控え選手として登場したモブ選手がいなくなった。 |
| 文武高校                             | 2013                 | 武秀英          | 鎌刈善二、古長衛士                                                         |                                                                                                 |
| 支良州水産高校                       | パワプロアプリ       | 真黒綱寛        | 須々木清吾、赤原勘八、 倉家凪（マネージャー）                              |                                                                                                 |
| 白轟高校                             | パワプロアプリ       | 北斗八雲        |                                                                            |                                                                                                 |
| 古代大学                             | （ヒーローズ、2018） | 掘杉等          | 雪野楓、斬金半馬、井関丹作                                                 | 前作では3回戦の対戦チーム候補であった。                                                         |
| インフィネットトーナメント限定       |                      |                 |                                                                            |                                                                                                 |
| 灰凶高校                             | 13                   | ゴウ            | 井筒哀樹、御宝金太郎、怒拳礼次、楽垣吾助、 須神絵久（マネージャー）        | 合流ルール廃止により、みわちゃん with DBの実和男がこのチームに登場しない。                      |
| フリート高校                         | パワプロアプリ       | 館橋水奈都      | 沖野海里、梶増人、オクタヴィア、 泡瀬満里南（マネージャー）                |                                                                                                 |
| くろがね商業高校                     | パワプロアプリ       | 大鐘餅太郎      | 銭形乱蔵、宝塚月斗、祝井幸吉                                               | 合流ルールの廃止により、ドラフ島連合のパピヨンがこのチームに登場しない。                        |
| メガビット千秋楽および海月佐和蟹連合 | （2018）             | 覆水武明        | 出井田文飛、鞍馬貴史、大一万大吉、 咲須かのん（マネージャー）              |                                                                                                 |

| チーム名                       | 準拠作品                 | キャプテン                     | 他加入可能メンバー | 備考 |
| 共通での登場                   | 共通での登場             | 共通での登場                   | 共通での登場 | 共通での登場 |
| ------------------------------ | ------------------------ | ------------------------------ | --- | --- |
| 帝王実業高校                   | 13                       | 友沢亮                         | 久遠ヒカル、猛田慶次、蛇島桐人、犬河和音、猫神優                                                                                          | 合流ルール廃止により、ミゾットスポーツの山口賢がこのチームに登場しない。 前作同様に前夜祭で友沢亮が登場し、対戦相手を選ばなかった場合、代表決定戦に登場する事がある。                                                                                                |
| 神帝学園高校                   | パワポタ3                | グラビトン新井                 | | |
| オール海東学院                 | （パワポタ3、パワポタ4） | 樽本有太                       | 鈴姫健太郎、渋谷秀喜 | 前作では準決勝の対戦チーム候補であった。 |
| 瞬鋭高校                       | パワプロアプリ           | 烏丸剛充                       | 才賀侑人、小平陽向 | |
| マントル辺境高校               | パワプロアプリ           | 堂江竜河                       | 黒衛隆富、伍歩倫人 | |
| あかつき大附属高校OBチーム     | ヒーローズ               | 一ノ瀬塔哉                     | 二宮瑞穂、三本松一、四条賢二、五十嵐権三、六本木優希、七井アレフト、八嶋中、九十九宇宙                                                    | 前作では準決勝の対戦チーム候補であった。 |
| ミゾットスポーツ               | 12（ヒーローズ）         | 山口賢                         | ブロンコ・リー、城井伯斎、紀乃光一、武野浩太                                                                                              | |
| ゴージャス・ブラックジャックス | （パワメジャ）           | ヴィクター・コールドバーグ     | ロディ・ブライト、アレックス | |
| プロ野球レジェンズ             | 2016                     | 不明(図鑑によれば日替わり)     | | 隠しチーム。仕様は2018・2020のものとほぼ同一だが、田中将大に関連した隠し要素が削除された（NPB復帰を伴うOB選手からの除外のため）。 1回戦・2回戦で特定の条件を満たした上でレジェンズ戦勝利後、その地点での追加イベントで姫野カレンと佐藤太郎を仲間にすることができる。 |
| アナザーチャレンジャーズ       | 2018                     | ニセプロ （主人公と同姓同名）  | 矢倍萌雄、 紺野美崎（マネージャー） | 隠しチーム。 |
| 我間財団 U-22                  | 2020                     | 明神陽                         | 軍導英雄、中之島幸宏 | 隠しチーム。 特定の条件を満たして勝利後、同じ地点での追加イベントで我間摩夕を仲間にすることができる。 |
| パワフルテレビトーナメント限定 |                          |                                | | |
| あかつき大付属高校             | 9                        | 猪狩守                         | 猪狩進 四条澄香（マネージャー） | 合流ルール廃止により、2018と同様に猪狩兄弟以外の固有選手はこのチームに登場しない。また、今作サクセスで再登場した日比野も登場しない。 前作までのように、ある条件を満たすとアフロ猪狩が率いた「裏・あかつき大付属高校」が代表決定戦の対戦相手として登場する。          |
| 覇堂高校                       | パワプロアプリ           | 木場嵐士                       | 金原いずる、水島忍、 木場静火（マネージャー）                                                                                             | |
| ヴァンプ高校                   | パワプロアプリ           | 灰塚朔夜                       | 内藤明瑠、史門泰司、 神良美砂（マネージャー）                                                                                             | |
| アスレテース高校               | パワプロアプリ           | 塚見巴                         | 塚見リフター、カイル・モラレス、ミンミン 戸内聖華（マネージャー）                                                                         | |
| ギガバイツ3.0                  | （2016）                 | 出井田大輔                     | 雲海和也、東推八 | 前作では準決勝の対戦チーム候補であった。 |
| 花丸高校                       | （パワポケ7）            | レッド                         | 東優 | 選手データはパワプロアプリのものだが、東優がパワポケシリーズのポジションに基づく外野手のサブポジが追加された。 レッド以外のポケレンジャー、およびパワプロアプリ版の花丸高校固有キャラクターとして登場した別パワポケ作品からのキャラは登場していない。                |
| インフィネットトーナメント限定 |                          |                                | | |
| ドラフ島連合                   | 8                        | パピヨン                       | DJB-78、ミッキー・バーミリオン、永瀬大河                                                                                                  | |
| 神楽坂グループ                 | (15)                     | 神楽坂光彦                     | 六道聖、 日和ミヨ（マネージャー） | 前作では準決勝の対戦チーム候補であった。 |
| 四神黄龍高校                   | 2011                     | 朱雀南赤                       | | |
| ワールド高校                   | 2013                     | マキシマム＝池田＝クリスティン | ヤーベン・ディヤンス、アルヴィン・ロックハート、ギャネンドラ・バッタライ、ナヌーク・アキアック エミリ＝池田＝クリスティン（マネージャー） | |
| 壱流大学                       | 2014                     | 雷轟遙登                       | 暮羽鋭次、風薙豹 | 前作では準決勝の対戦チーム候補であった。 |

| チーム名                         | 準拠作品                         | キャプテン                       | 他加入可能メンバー                                                                                       | 備考                                                                             |
| パワフルテレビトーナメントで登場 | パワフルテレビトーナメントで登場 | パワフルテレビトーナメントで登場 | パワフルテレビトーナメントで登場                                                                         | パワフルテレビトーナメントで登場                                                 |
| -------------------------------- | -------------------------------- | -------------------------------- | --- | -------------------------------------------------------------------------------- |
| シャイニングバスターズ           | 14                               | 鈴本大輔                         | | 前作では準決勝の対戦チーム候補であった。                                         |
| 西強大学                         | 2014                             | 滝本太郎                         | 久方怜、城山剣一、清本和重、堺住吉                                                                       |                                                                                  |
| 恵比留高校                       | パワプロアプリ                   | 闇野栄剛                         | 往田真威人、霧崎礼里                                                                                     | 前作では準決勝の対戦チーム候補であった。                                         |
| アンドロメダ学園高校             | （13、パワプロアプリ）           | 大西＝ハリソン＝筋金             | 神高龍、嵐丸士朗、ガジェット落合、ジャベリン五十嵐 暗黒スバル(隠しキャラクター) 加藤京子（マネージャー） | 前作のメンバーに加え、新たにパワプロアプリで登場した二名と加藤京子が追加された。 |
| インフィネットトーナメントで登場 |                                  |                                  | |                                                                                  |
| 黒獅子重工                       | (15)                             | 社長                             | 部長 |                                                                                  |
| レッドエンジェルズ               | 10                               | 神童裕二郎                       | ボーマン・バンガード、テリー・マイルマン                                                                 |                                                                                  |
| 天空中央高校                     | パワプロアプリ                   | 虹谷誠                           | 神成尊、東雲翔也、 虹谷彩理（マネージャー）                                                              |                                                                                  |
| 円卓高校                         | パワプロアプリ                   | 阿麻央真                         | ランスロット、望戸紅、岸田卓、 久根美亜（マネージャー）                                                  |                                                                                  |

| チーム名             | 準拠作品 | キャプテン       | 他加入可能メンバー | 備考                                                                                                   |
| -------------------- | -------- | ---------------- | ------------------ | --- |
| アラン・レンジャーズ | -        | アラン・レイヴン |                    | アラン以外の選手は、隠しキャラや無所属の選手を除き、登場してない対戦相手のチームの選手から選出される。 |

| チーム名      | 準拠作品 | キャプテン | 他加入可能メンバー | 備考 |
| ------------- | -------- | ---------- | ------------------ | --- |
| 零武 UNIVERSE | -        | 零武       |                    | これまでのラスボスチームとは異なり、敗北されたチームのメンバーではなく、固有メンバーのみで構成されている。 |

## パワパーク
今作より採用された新モード。ここではアトラクションについて説明する。
一部アトラクションは有料コンテンツとなっており、利用する際には対応する有料サービスプラン（『Playstation Plus』または『Nintendo Switch Online』）への加入が必要となる。
サクセスチームは殆どがパワフェスと同じだが、パワフル高校から矢部、あかつき大附属から日比野が加わっており、またパワパーク限定で、乗出が率いるインフェネット(オリジナル選手はアランレンジャーズのユニフォーム着用)が登場する場合がある。
2024年7月11日にオンラインサービスが終了したため、現在はこのモードで遊ぶことはできない。

### エントランス
各アトラクションへの入り口。ここでは「パワパーク」のマスコットキャラクター兼総合案内の「ワンダー&ハッピー」がお出迎え。
ワンダー
声 - 水野亜美
「パワパーク」のマスコットキャラクター兼総合案内を務める犬の男の子。
ハッピー
声 - 小孫さくら
「パワパーク」のマスコットキャラクター兼総合案内を務める犬の女の子。

### 寿司サバイバル
発売日より実装。
対戦相手の乗ったお皿を選び取って出番試合を勝ち抜いていく、回転寿司がモチーフのアトラクション。他のプレイヤーの作ったチームだけでなく、サクセスチームやプロ野球チームもアトランダムで流れてくる。またこのアトラクション専用のオリジナル球場「KAITEN寿司ドーム」を用意。
オリジナル選手たちを山札として編成し、引いた選手でオーダーを組んで、対戦相手の乗ったお皿を選んで対戦を挑む。皿を取るほど対戦相手のレベルが強くなっていくが、試合に勝つと得られる「次戦効果」で自チームも強化できる。ただし、負けるとゲーム終了となる。
マキシマム＝池田＝クリスティン
寿司サバイバルの案内を担当。親日家のアメリカ人で、本作にて晴れて寿司屋の職人となった。
元々は実況パワフルプロ野球2012のサクセスモード「かがやく未来へ!大学野球編」で、USワールド大学の四番打者（主人公のライバル）として初登場。以後、パワフェスなどで度々登場した。

### パワフル・ロワイアル
2022年5月19日より実装。
64チームでバトルロワイヤルし、最後の1人になったチームが優勝となる。
ミッションのお題をクリアすると、有利に進めることができる。パワ球を使うとチームのボルテージが上がり、高いと安打率にボーナスがつく。試合は高速試合で行う。
初戦のオーダーは7000固定だが、試合に勝ち進む程オーダーのポイントが上がり、有利に進める事が出来る。

### パワコロ・コロシアム
2022年8月9日より実装。
育成したオリジナル選手を「パワコロ」というえんぴつに変換してオンライン対戦する。いわゆるバトルえんぴつの要領で「パワコロ」を転がして対戦する。
体力制となり、野手の体力が無くなると、交代不能になる。相手の監督か野手全員をKOをさせたプレイヤーが勝利となる。また決着がつかない場合合計スコアで決まる。また、合計スコアが同じだった場合は監督の体力の差で決まる。
サクセスチームが登場する場合がある。

## 音声出演
#サクセスモード・#パワフェスモードでの出演者は各節に記述する。
実況
堂前英男
清水久嗣
金光宣明（熱盛宗厚 役）
大井麻利衣（轟ハルカ 役）
LIVEパワプロ音声出演
優木かな（中尾泉美 役）

## 主題歌
- 『群像夏（ぐんぞうか）』

歌：パン野実々美
作詞：真崎エリカ
作曲：吉田真太郎（KONAMI）
編曲：吉田真太郎（KONAMI）、米須優太郎（KONAMI）
- 今作のオープニングムービーでは、パワプロ4以来、プロ野球選手が一切登場せず、実装して以来パワフェスがメインだったが、今作はサクセス中心となっている[33]。
- 4月27日にBEMANIシリーズのpop'n music 解明リドルズに主題歌が収録された[34]。実況パワフルプロ野球のオープニングがBEMANIシリーズに収録されるのは実況パワフルプロ野球2013の『START』以来となる。

## プロモーション・イベント

### プロ野球 バーチャル開幕戦
KONAMIとNPBが主催で、ラジオ局の文化放送とニッポン放送の協力のもと、本作品を使って実際の開幕戦のカードで対戦するイベント。
- 会期：3月20日～21日
  - 20日はパ・リーグの3試合、21日はセ・リーグの3試合をそれぞれシミュレーションした。

### にじさんじ甲子園
にじさんじ所属ライバーによって実施される、本作の「栄冠ナイン」モードを使用したトーナメント。
- 第３回：2022年8月12日～8月14日

## 開発
新要素である「パワパーク」は、育成した選手の活躍の場を広げるために導入された。育成した選手によるオンライン対戦は『実況パワフルプロ野球2013』の「パワチャレ」などの例はあったものの、パワプロシリーズでの導入例はなく、開発チーム内の懸念事項として存在していた。また、オンライン対戦の例としては通常の試合形式で対戦するチャンピオンシップモードがあったものの、こちらは既存選手のみ使用できたため、非常にハードルが高いものだった。これに対し、「パワパーク」は誰もが気軽に使えるようにすることを目標とされた。なお、同モードでは必ずしも育成した選手を使う必要はないが、育成した選手に対して有利となる仕組みがとられている。
栄光ナインモードはゲーム性を大きく変えず、ユーザから寄せられた意見をもとに改善を図る方針がとられた。
シリーズ初の試みとして女性の実況アナウンサーが採用された。その女性アナウンサーである轟ハルカ役の声優の選定には時間がかかり、ゲームでは前例がなかったため、収録も手探りで行われたという。

### 開発（サクセスモード）
サクセスモードにおいては、本作のテーマである「何度だって、熱くなれる。」を反映するため、どうすれば何度でも繰り返し遊びたくなるのかと考えながらシステムが構築された。パワプロシリーズに明るくなくても、サクセスモードのキャラクターたちの魅力を知ってほしいという思いから、「パワフル高校」のシナリオはこれまでサクセスモードに登場したキャラクターたちが集結する内容となっている。また、各世代のキャラクターたちを登場させたいという意向から、同シナリオにはメインキャラクターの異なる3つのルートが用意された。なお、手塚、香本、東條の3人が各ルートに登場する理由について、サクセスモードのゲームパートの開発リーダーを務めた西野誠人はスタッフから気に入られていることに加え、ポジションやイベントの都合もあるとファミ通とのインタビューの中で話している。サクセスモードのうち、新たにキャストが割り当てられた猪狩兄弟については、声の差を感じられるキャスティングとなった。
青春の輝きを描いた「アオハル高校」のシナリオは練習後の行動も選べることが特徴であり、「キャラクターの行動を自由に選べたら」という考えがきっかけで実装された。その一方、このシナリオは登場人物数が多い分執筆に苦労したと西野は話しており、スタッフと綿密なやり取りをしながら作ったとファミ通とのインタビューの中で振り返っている。
「千将高校」のシナリオは、「栄冠ナインモードの育成対象をチーム全体から主人公のみに置き換えたらどうなるのか」という発想から誕生したシナリオである。